# Pisidia
Pisidia a fost o regiune antică din Asia Mică situată la nord de Lycia, care se învecina cu Caria, Lydia, Frigia, Pamfilia. Această zonă corespunde aproximativ provinciei Antalya de astăzi, situată în Turcia. Principalele localități care se aflau în Pisidia au fost Termessus, Selge, Cremna, Sagalassos, Etenna, Antiohia, Neapolis, Tyriacum, Laodiceia Katakekaumene și Philomelium.

## Geografie
Deși aproape de Marea Mediterană pe hartă, climatul cald din sud nu pătrunde datorită înălțimii Munților Taurus. Din cauza acestei clime nu există păduri, dar plantele de cultură cresc în zonele irigate cu apa venită din munți, unde nivelul mediu de precipitații este de circa 1000 mm pe culmi și 500 mm  pe pante. Această apă alimentează platoul. Orașele din Pisidia, întemeiate în cea mai mare parte pe pante, au beneficiat de această fertilitate. Solul irigat al terenurilor este foarte potrivit pentru pomicultură și pentru creșterea plantelor.

## Istorie

### Istoria timpurie
Pisidia a fost locuită încă din epoca paleoliticului, cu unele așezări cunoscute din timpuri istorice cuprinse între mileniul al VIII-lea și mileniul al III-lea î.Hr.. Strămoșii Pisidiei clasice au fost probabil prezenți în regiune înainte de secolul al XIV-lea î.Hr.. La acea vreme, Pisidia pare să fi fost o parte a regiunii pe care hitiții o numeau Arzawa. Limba Pisidiană este slab cunoscută, dar se presupune că ar fi fost o ramură anatoliană a limbilor indo-europene.
În textele menționate de Herodot, locuitorii Psidiei au fost numiți "Lakuna", dar această denumire era numele unui trib Psidic care ocupa o arie restrânsă din nordul regiunii muntoase a Golfului Antalyei. Pisidienii sunt cunoscuți a fi unul dintre triburile care au ajutat perșii în războiul lor împotriva Greciei.
Nu exista nici o îndoială că Pisidienii și Pamphylienii au fost aceiași oameni, dar distincția dintre cele două pare să fi fost stabilită la o perioadă timpurie. Herodot, care nu menționează nimic despre Pisidieni, enumeră Pamphylienii între națiunile din Asia Mică, în timp ce Ephorus le menționează pe amândouă, în mod corect. Una dintre națiuni este formată din cei din interiorul provinciei, iar cealaltă națiune din cei de pe coastă. Pamfilienii au primit mai devreme colonii din Grecia și alte țări, și din această cauză, combinat cu fertilitatea mai mare de pe teritoriul lor, au devenit mai civilizați decât vecinii lor din interiorul provinciei. Pisidieni au rămas o regiune sălbatică, muntoasă, și una dintre regiunile cel mai greu de cucerit și de condus pentru puterile politice externe.
O lungă perioadă de timp, Pisidia a fost gazdă a comunităților independente care nu se aflau sub jugul Hitiților. Cunoscută pentru fracțiunile sale războinice, a rămas în mare măsură independentă față de Lidieni, și chiar față de perși, care au cucerit Anatolia în secolul al VI-lea î.Hr., și au împărțit zona în satrapii pentru un control mai mare. Totuși, nu au putut să facă față revoltelor constante și tulburărilor din interiorul provinciei.

### Perioada elenistă
Alexandru cel Mare a avut însă noroc, cucerind Sagalassos pe drumul său spre Persia, deși orașul Termessos îi sfida autoritatea. După ce Alexandru a murit, regiunea a devenit parte a teritoriilor din Antigonus Monophthalmus, și, eventual, a teritoriilor conduse de Lysimach al Traciei, după care Seleucus I Nicator, fondatorul dinastiei seleucide a Siriei, a preluat controlul Pisidiei. Sub Selucizi coloniile grecești au fost utilizate ca locuri de importanță strategică, iar localnici elenizati. Chiar și așa, regii greci nu au fost niciodată în control complet, în parte pentru că Anatolia a fost contestată între Selucizi, Attalizi din Pergamon, și Galateni, celții invadatori din Europa. Orașele din Pisidia au fost printre ultimele din vestul Anatoliei care au adoptat integral cultura greacă și care au bătut monedă proprie.
Oficial Pisidia a trecut de la Selucizi la Attaliazi ca urmare a Tratatului de la Apamea, în care regele Antiochos al III-lea din Siria a fost forțat de către romani în anul 188 î.Hr. După ce regele Attalos al III-lea, ultimul rege din Pergamon, lăsat regatul său Romaei, în 133 î.Hr. ca provincia din Asia, Pisidia a fost dat sub administratia Regatului Capadociei, care s-au dovedit a fi incapabil să-l guverneze. Pisidia umplanduse de pirati care au dominat Cilicia și Pamfilia până când guvernarea romană a fost restaurată în anul 102 î.Hr.
În 39 î.Hr.ת Marcus Antonius încredințează Pisidia regelui Amyntas din Galatia cerându-i să distrugă bandele de rebeli din Munții Taurus, care amenintau drumurile de legătură ale Pisidiei si ale Pamfiliei. După ce Amyntas a fost ucis în luptă in anul 25 î.Hr., Roma a transformat Pisidia intr-o parte a noi provinci Galatia. Bandele de rebeli fiind distruse pană în anul 3 î.Hr.

### Perioada romană și perioada bizantină

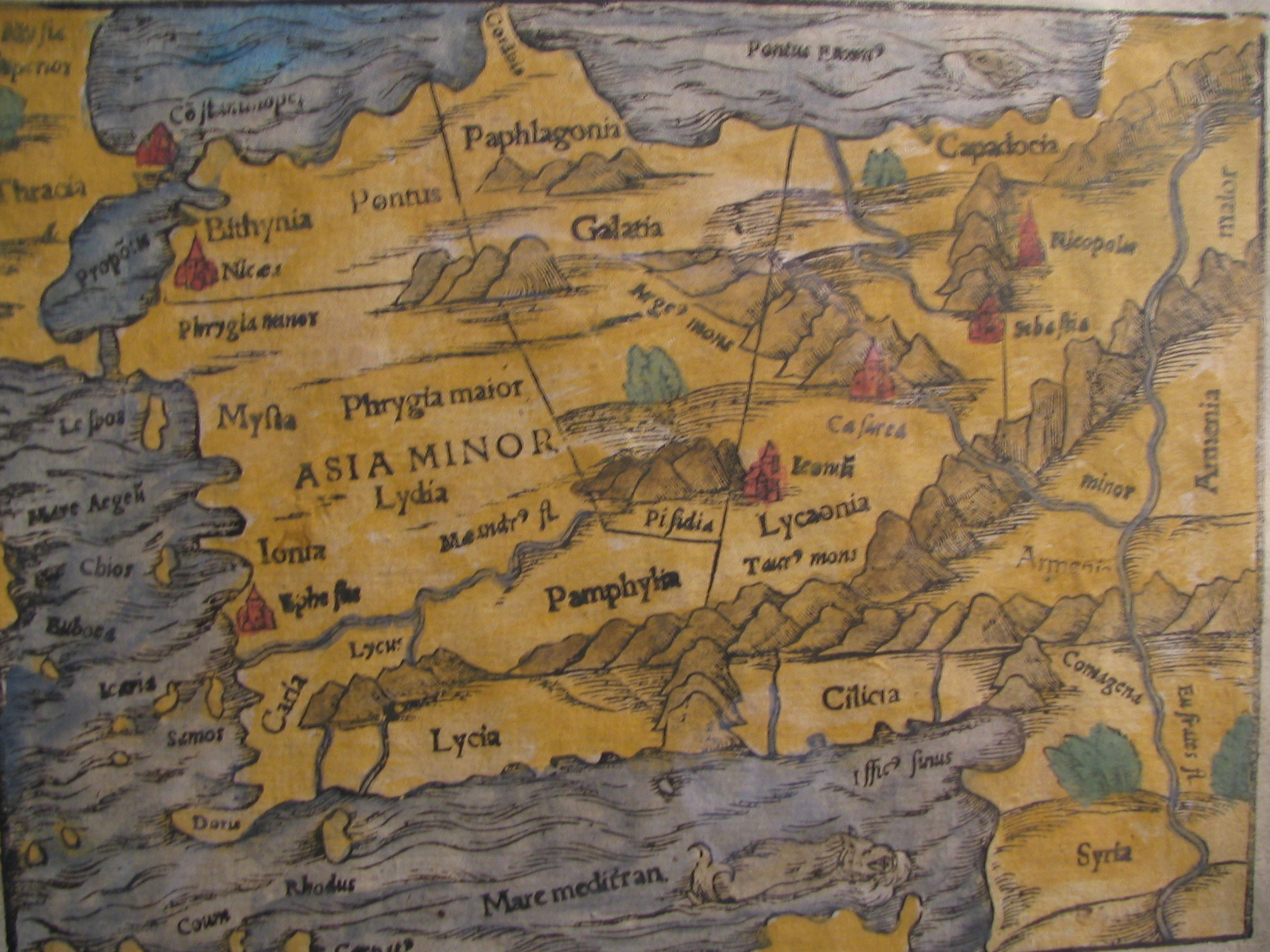
Fotografia unei harti din secolul al XV-lea cu regiunea Pisidia.

În timpul perioadei romane Pisidia a fost colonizată cu veteranii din legiunile sale pentru a menține controlul. Pentru coloniști, care au venit din zonele mai sărace ale Italiei, agricultura trebuie să fi fost atractia principala a zonei. Sub Augustus, opt colonii au fost stabilite în Pisidia, Antiohia și Sagalassos devenind importante centre urbane. Provincia fiind treptat latinizata. Latina rămanand limba oficială a zonei până la sfârșitul secolului al treilea.
Pisidia a fost o regiune important în răspândirea timpurie a creștinismului. Sf. Pavel a vizitat Antiohia în fiecare din călătoriile sale misionare, făcând din acest oraș un centru a noii credințe în Anatolia. După ce Împăratul Constantin a legalizat creștinismul în anul 311 Antiohia a jucat un rol important ca oraș metropolitan. Ulterior, a devenit capitala provinciei creștine Pisidia, fondata in secolul al IV-lea. Cele mai multe orașe din Pisidia au fost puternic îmbogățit în acel moment din cauza războaielor civile și invaziilor străine.
Zona a fost devastată de cutremurul din 518, și de un alt cutremur și raiduri arabe, în mijlocul secolului al VII-lea. După cucerirea Siriei de către musulmani, rutele comerciale au fost perturbate, iar zona a scăzut în importanță. În secolul al VIII-lea, raidurile au crescut. În secolul al XI-lea, turcii selgiucizi au capturat zona și au fondat Sultanatul Selgiucid în Anatolia Centrală. Guvernare Pisidiei a fost schimbată de mai multe ori între Imperiului Roman de Răsărit și turci până în 1176, când Marele Sultan Kılıçarslan l-a înfrânt pe Manuel Commenos în Myriokephalon, punând capăt stăpânirii romane.

## Personalități
- George Pisida⁠(en)[traduceți], poet bizantin din secolul al VII-lea